# Santa Carmem
Santa Carmem é um município brasileiro do estado de Mato Grosso. Localiza-se a uma latitude 11º54'46" sul e a uma longitude 55º13'34" oeste, estando a uma altitude de 386 metros. Sua população estimada em 2010 era de 4.075 habitantes.
Possui uma área de 3851,87 km².

## História

### Processo de Ocupação de Santa Carmem
O colonizador Enio Pepino foi um plantador de cidades, permitindo, ao longo dos anos, que suas ações ajudassem milhares de pessoas a concretizarem seus sonhos de posse de terra, quer seja um lote urbano ou rural.
Fecunda foi sua trajetória de “semear” povoações, muitas das quais grandes cidades tanto no Estado de Mato Grosso, quanto no Paraná, onde atuou antes de vir à região centro-oeste brasileira.
Ao longo de seu caminho colonizou em terras mato-grossense o Comendador, Enio Pepino, “brindou” algumas pessoas que lhe eram muito caras, de forma especial - deu às cidades em formação seus nomes. Assim fez com Vera, Claudia e finalmente Santa Carmem, a quem homenageou com o nome de sua tia.
O movimento colonizador de Santa Carmem é contemporâneo ao de Sinop, metrópole norte mato-grossense, que recebeu forte fluxo migratório a partir do início de 1.972.
Os primeiros povoadores do lugar tiveram imensas dificuldades de adaptação de clima e cultura regional.
A floresta Amazônica representava uma barreira enorme. As primeiras estradas foram abertas na raça, e os pioneiros velaram-se de todos os recursos possíveis, desde o enxadão e machado até o uso de motosserras, não muito comum na época.
Grande parte dos colonos que aqui chegaram vinham do Estado do Paraná. Ocorre que a empresa povoadora tinha sede em Maringá, onde era feita ostensiva publicidade da fertilidade do solo e das favoráveis condições de se adquirir lotes rurais e urbanos.
Isso foi o suficiente para que levas de interessados vendessem seus pequenos sítios ou chácaras no interior daquele Estado sulista e para cá se deslocassem, com suas famílias, esperançosos de adquirirem área substancial.
Para muita gente este sonho transformou-se em realidade.
No inicio da povoação, em que os primeiros colonos começaram a proceder ao desmatamento para deitarem na terra sementes para sua própria subsistência, preocuparam-se também com a necessidade de infra-estrutura social, religiosa e de serviços gerais.
Uniram-se os colonos em sistema de mutirão e construíram as primeiras escolas, a primeira igreja e as moradias do lugar. Os pioneiros ajudavam-se mutuamente, pois tinham somente uns aos outros.
O povoamento foi se desenvolvendo, o comercio aumentado e a força política acompanhou o desenvolvimento do lugar.
Esta alavancagem de progresso iniciou em 9 de Dezembro de 1.981, com a presença de autoridades em nível federal e estadual, o povoado ganha foro de distrito, com território pertencente ao município de Sinop.

## Ligações
- Prefeitura Municipal